# لانديولول
لانديولول هو محصر مستقبل بيتا عالي الانتقائية للقلب تحت قصير المفعول. يستعمل مضادا لاضطراب النظم.